# Терасові розсипи
Терасові розсипи (рос. террасовые россыпи, англ. bench placers; нім. Terrassenseifen f pl) — розсипи, які залягають на горизонтальних або слабкопохилих і обмежених уступами майданчиках на схилах річкових долин, узбережжях, рідше — на підводному береговому схилі озер, морів і океанів. Це розсипи колишніх циклів розвитку річкових долин і узбережжя, що збереглися від руйнування після врізання ріки або зниження (підвищення) рівня водної поверхні озер, морів і океанів. В Т.р. концентруються г.ч. алмази, золото, платина, каситерит та ін. На абразійних терасах утворюються Т. р. мінералів слабкої міграційної здатності: алмазів (Намібія), золота й платини (Аляска), каситериту (Індонезія). З акумулятивними терасами пов'язані великі морські ільменіт-рутил-циркон-монацитові розсипи на узбережжях Австралії, Індії, Америки.
При помірному здійманні ділянки земної кори в річкових долинах формується східчасто-терасовий рельєф (напр., р. Колима — до 10 і більше сходів терас). У р-нах вулканічної діяльності продукти виверження вулканів (лави, попіл) можуть повністю заповнити долини, включаючи їх вододіли, і поховати всі розсипи, у тому числі й Т. р. (напр., поблизу хр. Сьєрра-Невада в Півн. Америці).
Терасові розсипи річкових долин звичайно відпрацьовують разом з долинними розсипами, але інколи вони мають самостійне пром. значення.